# Christus der Barmherzige

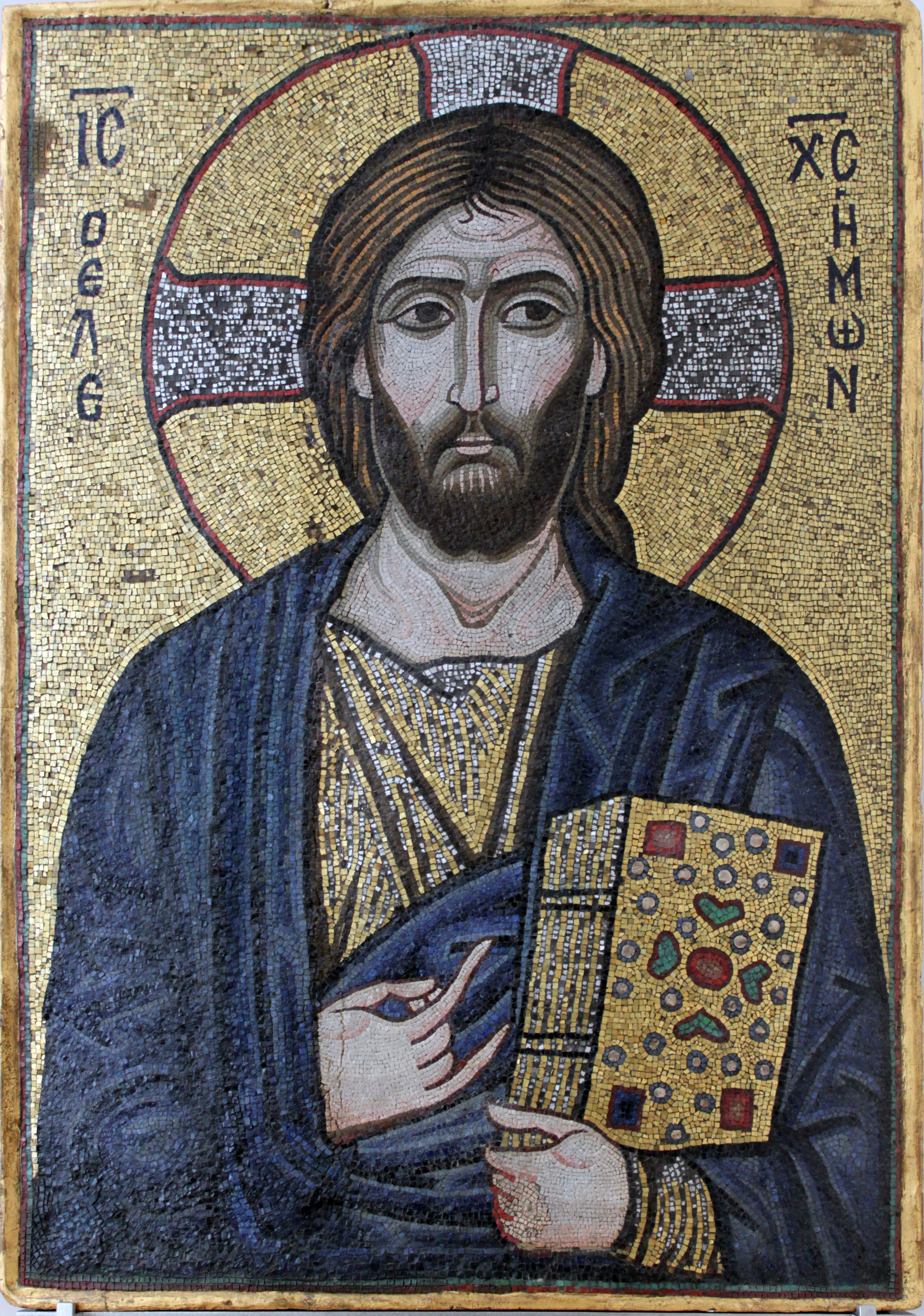
Mosaik-Ikone Christus der Barmherzige

Die byzantinische Mosaik-Ikone Christus der Barmherzige gehört zu den Schätzen des Museums für Byzantinische Kunst in Berlin (Inventarnummer: 6430). Sie wurde 1904 aus Privatbesitz erworben. Ihre Provenienz ist nicht bekannt (stilistisch gehört sie nach Konstantinopel), doch wird sie in die erste Hälfte des 12. Jahrhunderts datiert. Die Größe der Ikone spricht dafür, dass sie zum Templon einer Kirche gehörte.
Der Holzrahmen hat die Abmessungen 74,5 cm × 52,5 cm. Er war ursprünglich plan, ist aber heute aufgewölbt. Das Material der Tesserae ist Glas und Stein; sie wurden in Wachsgrund gelegt. Es gibt alte Flickungen, und bei der Restaurierung 1985 wurden Fehlstellen in getöntem Wachs ergänzt. Durch die Aufwölbung ist der Fugenschluss der Tesserae nicht mehr ganz so eng wie bei dem ursprünglichen Kunstwerk. Die Hautpartien (Gesicht, Hände, Hals) bestehen nämlich aus sehr kleinen Steinchen, die speziell für ihre Position in der Ikone angefertigt waren.
Christus ist als Halbfigur auf Goldgrund und mit Kreuznimbus dargestellt; beiderseits des Nimbus steht die griechische Inschrift: ΙC ΧC Ο ΕΛΕΗΜΩΝ „Jesus Christus, der Barmherzige.“ Er trägt ein blaues Obergewand über einem silbernen, mit Goldeffekten verzierten Chiton. Das Gesicht ist ganz leicht nach links gedreht, wobei aber der Blick nach rechts gerichtet ist. Die rechte Hand ist im Redegestus erhoben, während die linke Hand ein kostbar mit Edelsteinen und Perlen verziertes Evangelienbuch hält.